# Stepha Quitterer
Stepha Quitterer, eigentlich Stephanie Quitterer (* 1982 in Eggenfelden) ist eine deutsche Regieassistentin, Schriftstellerin und Jugendbuchautorin. Sie hat in Berlin und Kairo Politikwissenschaft studiert und in München Regie. 2009 wurde sie feste Regieassistentin am Deutschen Theater Berlin. Ab 2015 begann sie, als Schriftstellerin zu arbeiten; ihr erstes Buch erschien 2016.

## Werke
- Stephanie Quitterer.: Hausbesuche : Wie ich mit 200 Kuchen meine Nachbarschaft eroberte. Albrecht Knaus Verlag, München 2016, ISBN 978-3-8135-0685-3.
- Stepha Quitterer: Weltverbessern für Anfänger. Gerstenberg Verlag, Hildesheim 2020, ISBN 978-3-8369-6024-3.
- Stepha Quitterer: Pepe und der Oktopus auf der Flucht vor der Müllmafia. Gerstenberg Verlag, Hildesheim 2023, ISBN 978-3-8369-6119-6.

## Auszeichnungen
- 2019: Oldenburger Jugendbuchpreis, nominiert mit Weltverbessern für Anfänger[2]
- 2020: Korbinian – Paul-Maar-Preis, nominiert (Shortlist) mit Weltverbessern für Anfänger[3]
- 2020: Endspurt-Stipendium des Stuttgarter Schriftstellerhauses[4]
- 2020: Die besten 7 Bücher für junge Leser.[3]
- 2021: Nürnberger Autorenstipendium mit dem Drehbuchtitel Die Frauenquote.[5]
- 2024: Deutscher Jugendliteraturpreis, nominiert in der Kategorie Kinderbuch mit Pepe und der Oktopus auf der Flucht vor der Müllmafia